# Stazione di Nulvi
La stazione di Nulvi è una stazione ferroviaria al servizio del comune di Nulvi, situata lungo la ferrovia Sassari-Tempio-Palau, in uso esclusivamente per il servizio turistico Trenino Verde.

## Storia
La nascita dello scalo ferroviario di Nulvi è legata alla costruzione tra la fine degli anni venti e l'inizio dei trenta del Novecento di una ferrovia a scartamento ridotto collegante Sassari con Tempio Pausania e col porto di Palau. Questa linea, progettata e realizzata dalle Ferrovie Settentrionali Sarde, nacque per servire anche il territorio di Nulvi la cui stazione, situata nella parte meridionale dell'abitato, fu inaugurata insieme al tronco Sassari-Tempio della ferrovia il 16 novembre 1931.

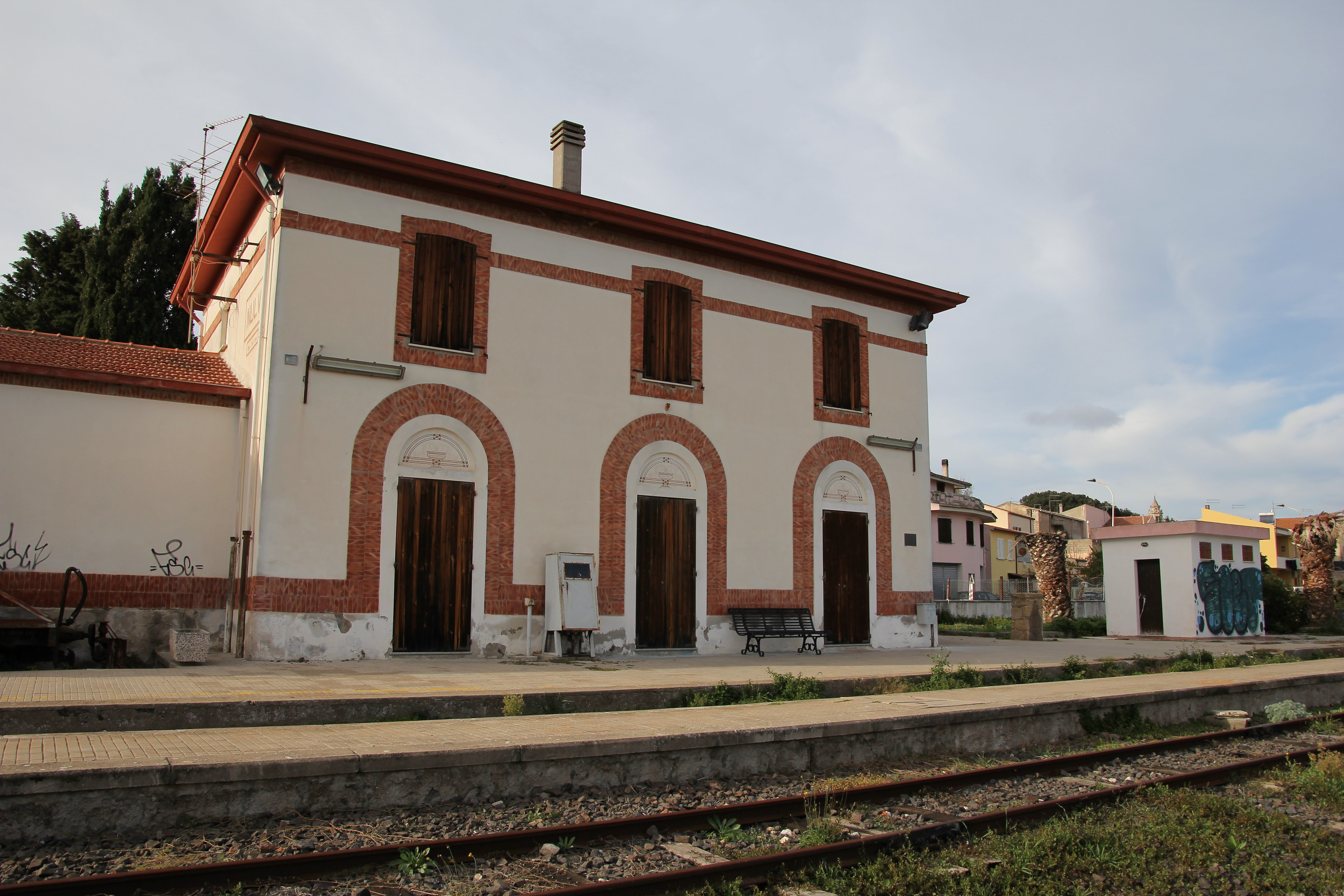
Il fabbricato viaggiatori dell'impianto: la stazione fu il capolinea del servizio di trasporto pubblico sulla ferrovia tra il 1997 ed il 2015

Lo scalo passò poi con la linea alla gestione delle Strade Ferrate Sarde nel 1933 e a quella delle Ferrovie della Sardegna nel 1989. E proprio sotto la gestione delle FdS (diventate nel 2008 l'ARST Gestione FdS) che lo scalo, che sino ad allora era una semplice tappa intermedia dei treni che da Sassari erano diretti a Tempio, divenne il nuovo capolinea del servizio di trasporto pubblico espletato sulla ferrovia, in seguito alla chiusura a questo tipo di relazioni del tronco Nulvi-Palau, destinato a partire dal giugno 1997 al solo utilizzo come linea turistica del Trenino Verde.
Nel 2010 la titolarità della stazione passò all'ARST: sotto questa gestione, dal 1º febbraio 2015 anche la Sassari-Nulvi è stata chiusa al servizio di trasporto pubblico, espletato da allora con autolinee sostitutive. L'impianto da quel momento è utilizzato per i soli viaggi legati al servizio turistico Trenino Verde.

## Strutture e impianti

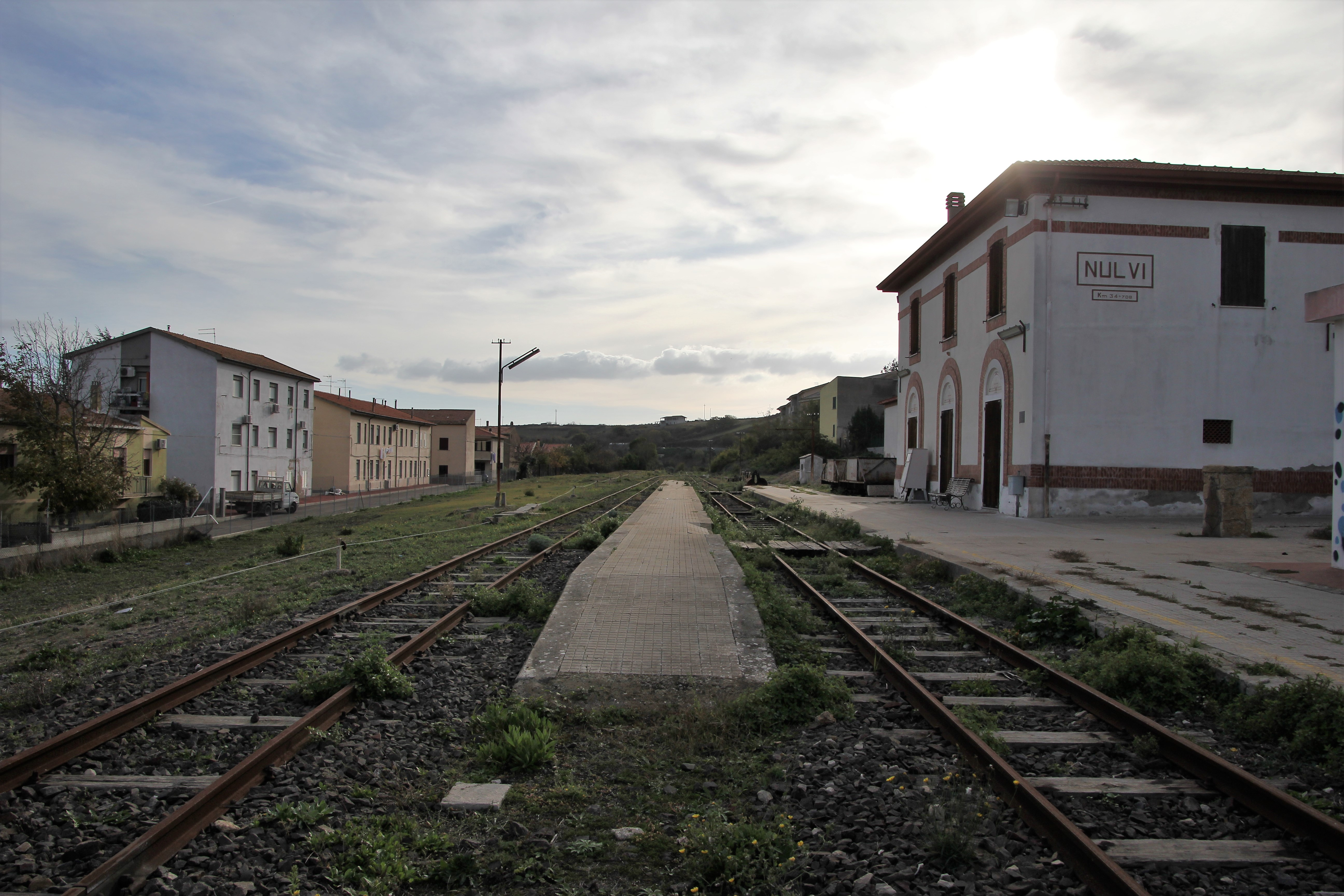
I due binari passanti della stazione, con a destra quello di corretto tracciato e a sinistra quello di incrocio

Lo scalo di Nulvi è stato realizzato in configurazione di stazione passante lungo la linea che da Sassari porta a Tempio e Palau, ed è dotato complessivamente di tre binari a scartamento ridotto (950 mm) di cui l'uno (di corsa) e il due (passante) attrezzati per la ricezione dei treni viaggiatori e dotati di banchine. Il terzo binario della stazione è un tronchino che serviva il dismesso scalo merci dell'impianto, dotato anche di un piano caricatore, di una pesa carri e di un magazzino.
Per quanto riguarda gli edifici essi riprendono lo stile ritrovabile nelle altre stazioni realizzate dalle FSS a inizio anni trenta: il fabbricato viaggiatori fu realizzato a pianta rettangolare e a due piani, ognuno dei quali dotato di tre aperture sui lati maggiori, con adiacente il magazzino merci. Le ritirate sono invece ospitate in una costruzione a parte a nord dell'edificio principale.

## Movimento

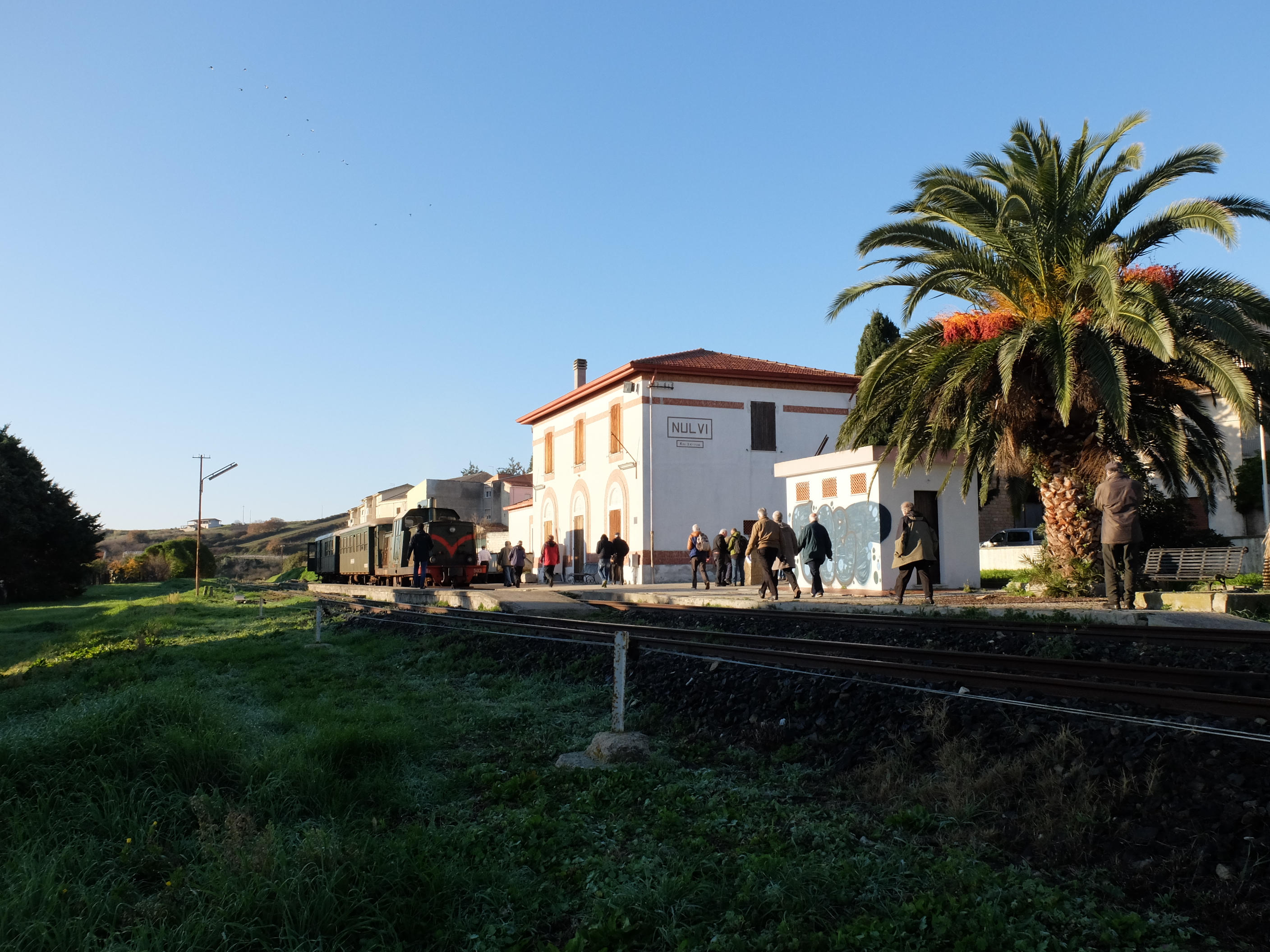
Treno turistico in sosta nello scalo

Dal febbraio 2015 lo scalo è utilizzato solo per le relazioni turistiche del Trenino Verde.

## Servizi
La stazione è dotata di sala d'attesa e servizi igienici, che tuttavia non sono di norma a disposizione dell'utenza.
- Sala d'attesa
- Servizi igienici

## Interscambi

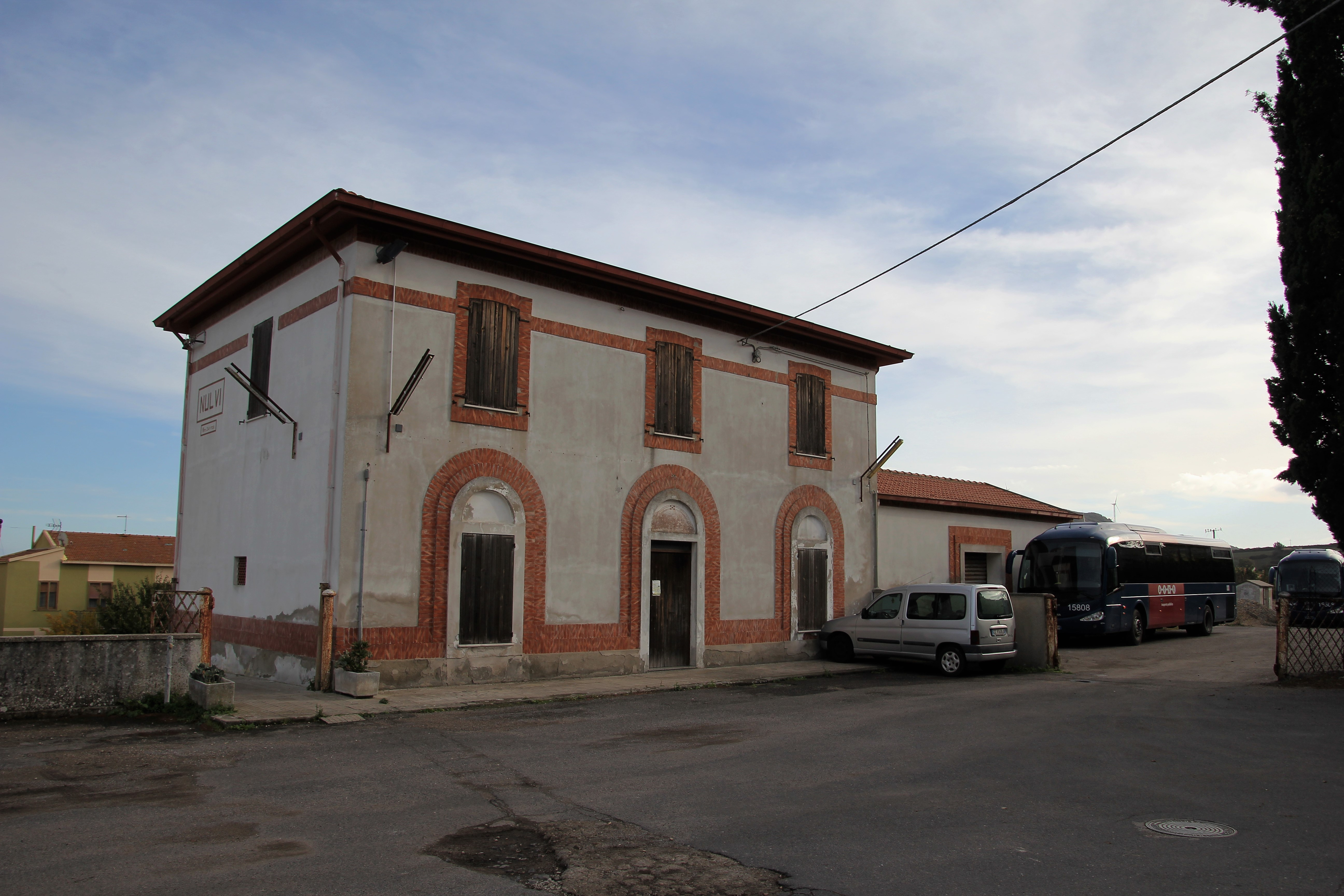
Nel piazzale antistante il fabbricato viaggiatori è presente una fermata delle autolinee ARST

Dinanzi alla stazione è presente una fermata delle autolinee interurbane dell'ARST che hanno sostituito il servizio ferroviario per Osilo e Sassari.
- Fermata autobus